# 杜波 (伊利諾伊州)
杜波（英語：Dupo）是位於美國伊利諾伊州聖克萊爾縣的一個村落。

## 地理
杜波的座標為38°30′57″N 90°12′29″W / 38.51583°N 90.20806°W，而該地最高點為海拔高度125米（即410英尺）。

## 人口
根據2010年美國人口普查的數據，杜波的面積為16.36平方千米，當中陸地面積為16.30平方千米，而水域面積為0.06平方千米。當地共有人口4138人，而人口密度為每平方千米252人。